# Adi Terzic
Adi Terzic, född 19 november 1997, är en svensk-bosnisk fotbollsspelare som spelar för Hässleholms IF.

## Karriär
Terzic moderklubb är Olofströms IF. I juli 2015 flyttades han upp i Mjällby AIF:s A-lag och skrev på ett 1,5-årskontrakt med klubben.
I januari 2017 värvades Terzic av Syrianska FC, där han skrev på ett tvåårskontrakt. I mars 2018 återvände Terzic till Mjällby AIF, där han skrev på ett treårskontrakt. I augusti 2020 lånades Terzic ut till Dalkurd FF för resten av säsongen. Efter säsongen 2020 lämnade han Mjällby.
Den 31 mars 2021 värvades Terzic av division 2-klubben Hässleholms IF. I januari 2022 värvades Terzic av Lunds BK, där han skrev på ett ettårskontrakt. Inför säsongen 2023 återvände han till Hässleholms IF.
I december 2023 värvades Terzic av färöiska NSÍ Runavík. I juli 2024 återvände han till Hässleholms IF.

## Karriärstatistik
| Klubb              | Säsong             | Liga                      | Liga    | Liga | Nationell cup | Nationell cup | Övrigt  | Övrigt | Totalt  | Totalt |
| Klubb              | Säsong             | Division                  | Matcher | Mål  | Matcher       | Mål           | Matcher | Mål    | Matcher | Mål    |
| ------------------ | ------------------ | ------------------------- | ------- | ---- | ------------- | ------------- | ------- | ------ | ------- | ------ |
| Mjällby AIF        | 2015               | Superettan                | 14      | 0    | 0             | 0             | 2       | 1      | 16      | 1      |
| Mjällby AIF        | 2016               | Division 1 Södra          | 22      | 0    | 0             | 0             | —       | —      | 22      | 0      |
| Mjällby AIF        | Totalt             | Totalt                    | 36      | 0    | 0             | 0             | 2       | 1      | 38      | 1      |
| Syrianska FC       | 2017               | Superettan                | 18      | 0    | 1             | 0             | —       | —      | 19      | 0      |
| Mjällby AIF        | 2018               | Division 1 Södra          | 11      | 1    | 0             | 0             | —       | —      | 11      | 1      |
| Mjällby AIF        | 2019               | Superettan                | 29      | 0    | 1             | 0             | —       | —      | 30      | 0      |
| Mjällby AIF        | 2020               | Allsvenskan               | 0       | 0    | 0             | 0             | —       | —      | 0       | 0      |
| Mjällby AIF        | Totalt             | Totalt                    | 40      | 1    | 1             | 0             | —       | —      | 41      | 1      |
| Dalkurd FF (lån)   | 2020               | Superettan                | 14      | 0    | 1             | 0             | 1       | 0      | 16      | 0      |
| Hässleholms IF     | 2021               | Division 2 Södra Götaland | 26      | 1    | 0             | 0             | —       | —      | 26      | 1      |
| Lunds BK           | 2022               | Ettan Södra               | 19      | 1    | 1             | 0             | —       | —      | 20      | 1      |
| Hässleholms IF     | 2023               | Division 2 Södra Götaland | 24      | 0    | 1             | 0             | —       | —      | 25      | 0      |
| NSÍ Runavík        | 2024               | Betrideildin              | 16      | 1    | 1             | 0             | —       | —      | 17      | 1      |
| Totalt i karriären | Totalt i karriären | Totalt i karriären        | 193     | 4    | 6             | 0             | 3       | 1      | 202     | 5      |

1. ↑  Nedflyttningskvalmatcher mot Örgryte IS.'"`UNIQ--ref-00000006-QINU`"''"`UNIQ--ref-00000007-QINU`"'
2. ↑  Nedflyttningskvalmatch mot Landskrona BoIS.'"`UNIQ--ref-00000009-QINU`"'